# Tanah Werang
Tanah Werang is een bestuurslaag in het regentschap Flores Timur van de provincie Oost-Nusa Tenggara, Indonesië. Tanah Werang telt 504 inwoners (volkstelling 2010).